# Franco Dolci
Franco Pablo Dolci (Córdoba, 1 de enero de 1984) es un futbolista profesional argentino. Jugaba en la posición de mediocampista defensivo, aunque supo ocupar otras posiciones, tanto en el mediocampo, como en la defensa. Su último club fue Atlético Argentino de la Liga Mendocina de Futbol de Argentina.

## Trayectoria
Del 2004 al 2006 jugó en el OGC Niza de Francia; del 2006 al 2007 jugó en el Sporting Club de Bastia, y en ese mismo año se pasó al Club Atlético Talleres (Córdoba). Del 2008 al 2009 jugó en Chacarita Juniors, para luego integrar el plantel del club Newell's Old Boys de Rosario, donde dejó un grato recuerdo debido a su entrega en la cancha y gran técnica y habilidad, por lo que se ganó el apodo de "El iluminado". En la temporada 2010–2011 formó parte del plantel profesional de Ferro Carril Oeste para pasar en 2013 al Sportivo Belgrano de la ciudad de San Francisco, Córdoba de la Primera B Nacional Argentina. 
La última etapa de su carrera futbolística la desarrolló en la Provincia de Mendoza, donde está radicado junto a su familia. Su primer club en la provincia cuyana fue Independiente Rivadavia donde disputó varios torneos de la segunda categoría del fútbol argentino. Luego de tres años, firma con Huracán Las Heras, donde transitó los siguientes dos años. Posteriormente es contratado por el Club Deportivo Maipú. Tras un breve paso por el club Fundación Amigos por el Deporte (FADEP), donde jugó el Torneo Regional Amateur, en 2021 firma con el club Atlético Argentino. En la institución del departamento de Guaymallén entrenó durante dos semanas, hasta que anunció su retiro del fútbol profesional, sin disputar ningún partido oficial con su nuevo equipo.
Actualmente cumple la función de Mánager Deportivo en el Club Atlético Huracán Las Heras y juega al fútbol de manera amateur en el equipo Coronavinos F.C. en la denominada "Liga 3.0" de Mendoza.

## Clubes
| Club                            | País      | Año         |
| ------------------------------- | --------- | ----------- |
| Olympique de Niza               | Francia   | 2004 - 2006 |
| SC Bastia                       | Francia   | 2006 - 2007 |
| Talleres                        | Argentina | 2007 - 2008 |
| Chacarita                       | Argentina | 2008 - 2009 |
| Newell's Old Boys               | Argentina | 2009 - 2011 |
| Chacarita                       | Argentina | 2011 - 2012 |
| Ferro Carril Oeste              | Argentina | 2012 - 2013 |
| Sportivo Belgrano               | Argentina | 2013 - 2015 |
| Independiente Rivadavia         | Argentina | 2015 - 2017 |
| Huracán Las Heras               | Argentina | 2017 - 2019 |
| Deportivo Maipú                 | Argentina | 2019 - 2020 |
| Fundación Amigos por el Deporte | Argentina | 2020 - 2021 |
| Atlético Argentino              | Argentina | 2021        |